# Klaubergbach
Der Klaubergbach ist ein 1,5 km langer, orografisch linker Zufluss der Dhünn, eines Nebenflusses der Wupper.

## Geographie

### Verlauf
Die Quelle des Klaubergbachs liegt auf einer Höhe von 174 m ü. NHN südöstlich von der Wüstung Klauberg.
Der Klaubergbach fließt nach Norden und entgegen dem Uhrzeigersinn um den namensgebenden Klauberg, bis er nach 1,5 km bei Strauweiler auf einer Höhe von 174 m ü. NHN von links in die Dhünn mündet.

### Zuflüsse
Der Klaubergbach hat die Zuflüsse:
- Kinderfelder Siefen, (rechts), 0,4 km
- Klaubergsiefen (links), 0,8 km

### Flusssystem Dhünn
- Liste der Fließgewässer im Flusssystem Dhünn